# Schleppamt Minden

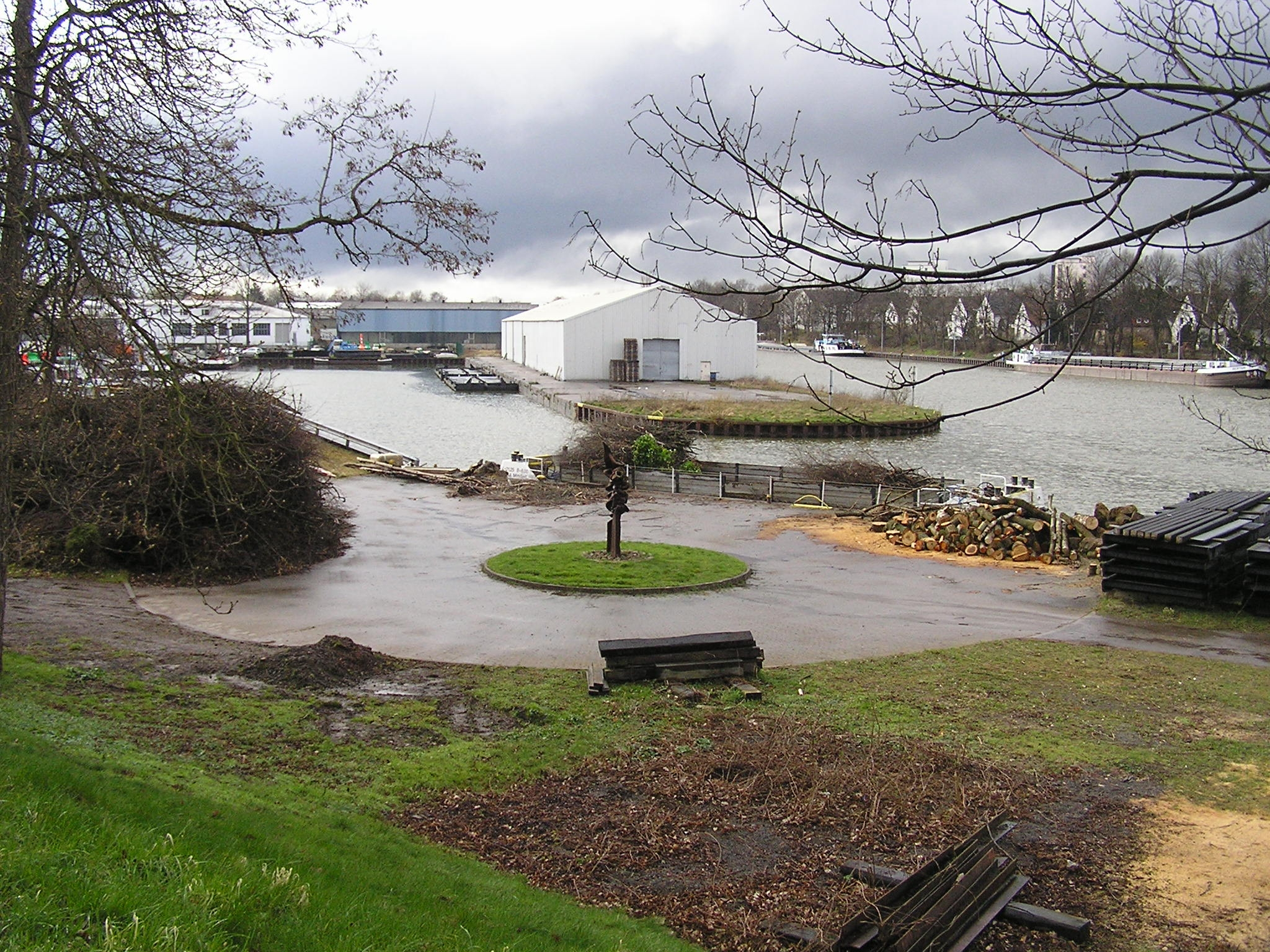
Der ehemalige Schlepphafen des Schleppamtes Minden

Das Schleppamt Minden war eine Bundesbehörde im Westhafen des Wasserstraßenkreuzes Minden und bestand von 1946 bis 1968. Seinen Aufgaben nach war es zuständig für die Schleppdienste von Schiffen ohne eigenen Antrieb auf dem Mittellandkanal von Braunschweig bis Bergeshövede und auf der Mittelweser, wobei es laut Gesetz als Monopolanbieter für diese Dienste auftrat.

## Geschichte
1905 wurde vom preußischen Landtag in dem Gesetz über die Herstellung und den Ausbau von Wasserstraßen die Einführung des Schleppmonopols beschlossen. Damit waren nur diese staatlichen Monopolschlepper auf den Kanälen in Westdeutschland zugelassen. Das Schleppamt Hannover wurde gegründet und im Februar 1915 wurde der Betrieb zwischen Bergeshövede und Minden und im Dezember 1916 der zwischen Minden und Hannover aufgenommen. Aus der preußischen Schleppmonopolverwaltung wurde 1921 der Reichsschleppbetrieb.
Nach dem Zweiten Weltkrieg wurde das Schleppamt Hannover nach Minden verlegt und dort als Schleppamt Minden im Juni 1946 eröffnet. In östlicher Richtung reichte die Strecke durch die Verlegung des Schleppamtes nun bis nach Braunschweig.
Am 31. Dezember 1967 wurden diese Dienste eingestellt und anschließend das Schleppamt Minden aufgelöst; der Selbstfahrer hatte sich durchgesetzt.
Die zwei verbliebenen Schlepper wurden zu Eisbrechern umgebaut und dem Wasser- und Schifffahrtsamt Minden zugeordnet. Das Gebäude der Staatswerft Minden am Bauhafen des Wasserstraßenkreuzes Minden, inhaltlich zuständig für die Wartung und Reparatur der Schlepper, wurde im Rahmen des Neubaus der Weserschleuse Minden 2009 abgerissen.